# Fatumolin
Der Fatumolin ist ein osttimoresischer Fluss im Verwaltungsamt Atabae (Gemeinde Bobonaro).

## Verlauf
Der Fatuburu entspringt in der Grenzregion zwischen den Sucos Rairobo und Aidabaleten und folgt der Grenze nach Westen, bis diese einen Schwenk nach Norden macht. Der Fatuburu fließt nach Aidabaleten hinein und trifft hier auf den aus dem Süden kommenden Hatabluturo, der in Aidabaleten entspringt. Gemeinsam bilden die Flüsse den Fatumolin, der weiter nach Westen fließt, bis er schließlich südlich des Ortes Aidabaleten in die Sawusee mündet.